# Kalória

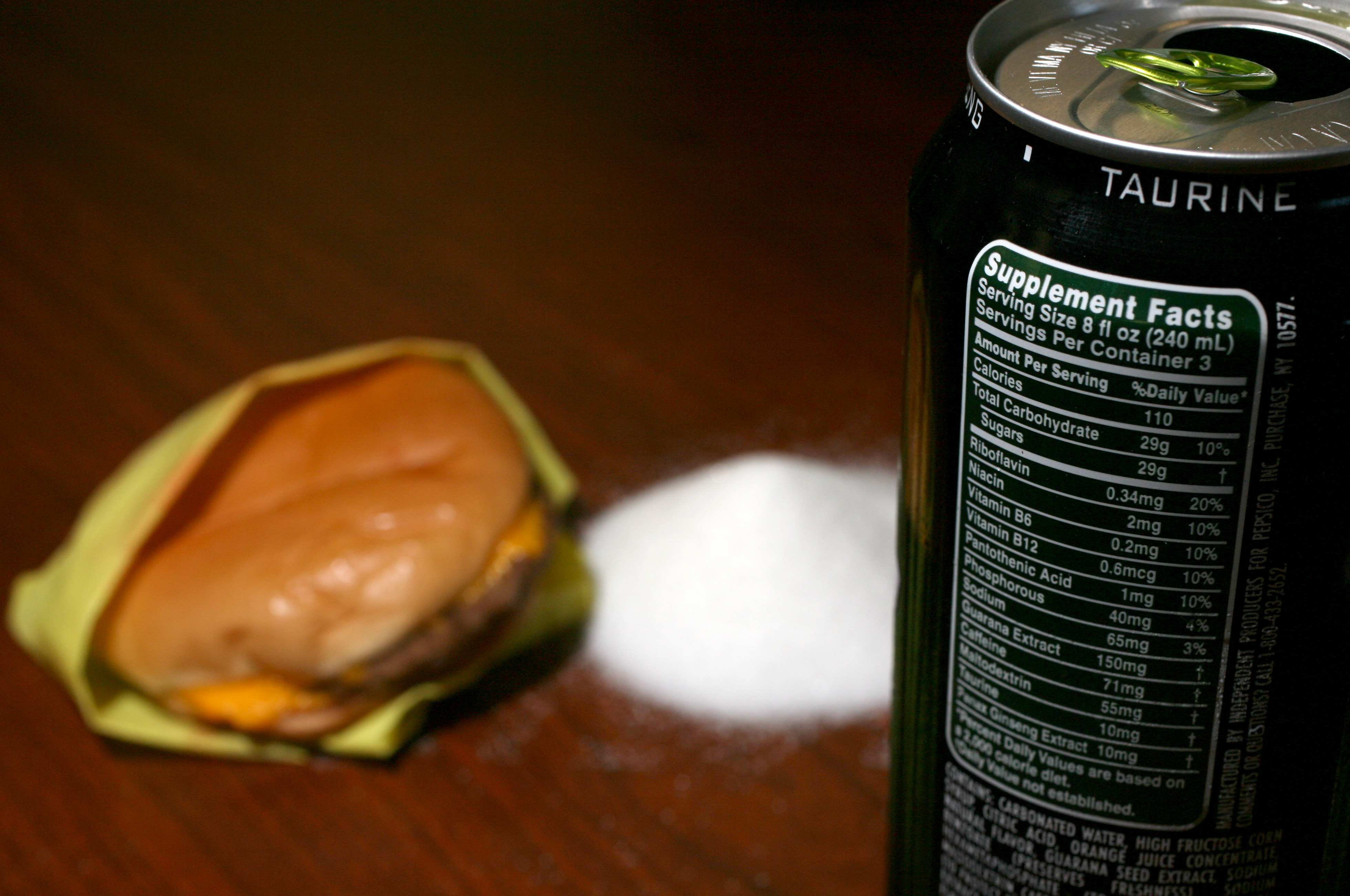
Egy 710 milliliteres energiaital 330 kilokalóriát tartalmaz, ami 18 kis csomag cukornak felel meg, illetve több, mint egy sajtburger kalóriatartalma

A kalória (cal) az energia mértékegysége: egy kalória egy gramm víz hőmérsékletét egy °C-kal emeli meg. A kalóriát Nicolas Clément vezette be a hő mérésére 1824-ben. Az SI-mértékegységrendszer bevezetésével a joule nagyrészt kiváltotta; ma főleg az élelmiszerek energiatartalmának mérésére használják. Ez a meghatározás valójában az ú.n. kiskalória, más néven grammkalória definíciója. A táplálkozástudomány és a hétköznapi élet egy ennél ezerszer nagyobb mértékegységet nevez kalóriának. Ennek elavult neve: nagykalória; pontosabb neve kilokalória (=kcal).

## Etimológia
A mértékegység nevének alapja a latin nyelvű calor (hő, hőmennyiség), ebből képezték a francia nyelvű calorie szót, ennek latinizált formája, magyar átírásban „kalória”. (A szó választása összhangban van a fizikai mennyiség (hő, hőmennyiség) francia elnevezésével: „chaleur”, mely a latin „calor”-ból származik).

## Szerepe a táplálkozástudományban
Egy kalória közelítő értéke 4,2 joule. Mivel a víz fűtéséhez szükséges energiamennyiséget a nyomás és a víz kezdeti hőmérséklete befolyásolja, a fenti definíció nem egyértelmű; számos különböző definíció van forgalomban, pontos értékük 4,18-4,205 joule között mozog. Tovább bonyolítja a helyzetet, hogy gyakran a kilokalóriát (azaz ezer kalóriát) is egyszerűen csak kalóriának nevezik.
A pontos definíciók közül a legelterjedtebbek a 15 °C-os kalória (egy gramm 14,5 °C-os víz egy fokkal való melegítéséhez szükséges energia normális, 101 325 pascalos) légköri nyomáson, kb. 4,1855 J) és a termokémikus kalória (pontosan 4,184 J). Az energetikában néha használják az IT kalóriát (International Table calorie, pontosan 4,1868 J). A kalória és a joule egymás közti átszámítása egymástól eltérő adatokkal történt (U.S. legal 1948: JUS-48, U.S. International: JINT-US). Erről bővebben: Kalória definíciói
Az emberi szervezet számára szükséges energia a táplálékból (fehérje, szénhidrát, zsír) származik. A legtöbb energiát a zsírok (9,3 kcal/g), ennél kevesebbet a fehérjék (4,2 kcal/g) és a szénhidrátok (4,1 kcal/g) juttatják a szervezetbe.
A tápanyagok energiatartalmát hiányosan szokás megadni. Helyesen kJ/kg volna (ez az energiasűrűség mértékegysége), de tömegegységként gyakran 100 g-mal számolnak. Az emberi energiaszükséglet (alapanyagcsere, ill. munkaanyagcsere) időegysége is elavult: kcal/nap mértékegységet használnak a W helyett.

## Használata
A 8/1976. (IV.27.) Minisztertanácsi rendelet (A mérésügyről) a törvény hatályba lépése utáni négy évre még engedélyezte a használatát. A soron következő törvény azért nem tesz említést róla, mert kiadásának időpontjában (1991-ben) már régen érvénytelen volt. A NIST jelenleg is a tiltott mértékegységek között sorolja fel.
A táplálkozástudományban használatos régi táblázatok még kalóriában készültek, az élelmiszerek címkéin ezért két mértékegységben is fel szokás tüntetni a termék tápértékét („energiatartalmát”), tehát kJ-ban. Az élelmiszertörvény értelmében mind a két mértékegységben (joule, kalória) kötelező az adott élelmiszer energiatartalmát feltüntetni a csomagoláson.

## Kiegészítés
Félreérthető a „kalória” szónak az energiaáram (azaz teljesítmény, hőteljesítmény) mértékegységeként való használata, ez utóbbinak mértékegysége kcal/s, illetve kcal/h. A kalória az energia mértékegysége, amely egyenértékű a mechanikai munkával, és (nem koherens) tartozéka a Műszaki–technikai mértékegységrendszernek.
Ha például a „napi energiaszükségletről” beszélünk, ez fizikai értelemben nem energia, hanem teljesítmény („energiaáram”), és ennek mértékegységét helyes használni. Például a pihenő ember „energiaigénye” (azaz az általa folyamatosan leadott, elvesztett hőteljesítmény) értéke kb.:
| kcal/nap | kcal/h | kJ/nap | kJ/óra | W   |
| 2064     | 86     | 8640   | 360    | 100 |